# ROT13
ROT13 je način kodiranja teksta uobičajen na Usenetu, kojim se svako slovo (engleskog) pisma zamjenjuje slovom 13 mjesta dalje. Nema enkripcijskog ključa i simetričan je: kako engleska abeceda ima 26 znakova, dvije primjene ROT13 daju ponovno polazni tekst.
Početnicima treba objasniti da ROT13 nema kriptografsku snagu, razbija se rutinski (frekvencijskom analizom teksta), i nije pogodan za imalo ozbiljnije šifriranje, već se koristi za prikrivanje rješenja zagonetki i uvredljivog sadržaja od letimičnog pogleda.